# Hubbert-Linearisierung
Die Hubbert-Linearisierung ist eine Methode zur Darstellung von Förderdaten nicht-erneuerbarer Ressourcen, um zwei wichtige Parameter einer Hubbert-Kurve (logistische Verteilung) zu schätzen:
- die logistische Wachstumsrate und
- die Gesamtmenge, die gefördert werden wird.

Die Linearisierungstechnik wurde von Marion King Hubbert in seinem Übersichtsartikel von 1982 eingeführt. Die Hubbert-Kurve ist die erste Ableitung der logistischen Funktion in Form einer Glockenkurve, die zur Modellierung der Erschöpfung von Erdölvorkommen im Besonderen, von endlichen Bodenschätzen im Allgemeinen und auch zur Beschreibung von Bevölkerungswachstum verwendet wurde.

Beispiel zur Hubbert-Linearisierung: Erdölförderung der USA (Lower 48), Stand 2006.

## Prinzip
Der erste Schritt der Hubbert-Linearisierung besteht darin, das Verhältnis von jährlicher Produktion P (z. B. bbl/a) zu kumulierter Produktion Q (z. B. bbl) auf der vertikalen Achse und die kumulierte Produktion Q auf der horizontalen Achse aufzuzeichnen. Diese Darstellung nutzt die lineare Eigenschaft der logistischen Differentialgleichung aus:
{\displaystyle {\frac {dQ(t)}{dt}}=P(t)=k\cdot Q(t)\cdot \left(1-{\frac {Q(t)}{URR}}\right)\qquad {\mbox{(1)}}\!}
mit
- k als logistischer Wachstumsrate und
- URR (Ultimately Recoverable Resource) als insgesamt förderbarer Gesamtmenge.

Gleichung (1) lässt sich wie folgt umformulieren:
{\displaystyle {\frac {P(t)}{Q(t)}}=k\cdot \left(1-{\frac {Q(t)}{URR}}\right)\qquad \qquad \qquad \qquad \,{\mbox{(2)}}\!}
Die obige Beziehung ist eine Geradengleichung in der P/Q versus Q-Ebene. Folglich zeigt uns die Regressionsgerade durch die Datenpunkte eine Schätzung für die Geradensteigung -k/URR und an den Achsenabschnitten können wir die Parameter der Hubbert-Kurve ablesen:
- Der Parameter k ist der Schnittpunkt mit der vertikalen Achse.
- Der URR-Wert ist der Schnittpunkt mit der horizontalen Achse.

## Beispiele

### Erdölförderung weltweit
Der Geologe Kenneth S. Deffeyes wandte die Hubbert-Linearisierung 2005 an, um eine Vorhersage über den Peak der globalen Ölförderung zu treffen (Ende 2005), die sich allerdings als verfrüht erwiesen hat. Er unterschied nicht zwischen konventionellem und nicht-konventionellem Öl, das noch keine lange Produktionshistorie entwickelt hatte. Im Jahrzehnt 2010–20 konnte durch das Hydraulic Fracturing (Tight Oil) in den USA die globale Ölförderung weiter gesteigert werden. Andererseits stagniert nach Aussage der BGR die konventionelle Ölförderung seit 2005.

### Erdölförderung USA
Die nachstehenden Graphen zeigen ein Beispiel für die Anwendung der Hubbert-Linearisierung im Fall der Ölförderung in der USA (Lower 48). Die Regressionsgerade unter Verwendung der Datenpunkte von 1956 bis 2005 (in grün) ergibt einen URR-Wert von ca. 200 Gb und eine logistische Wachstumsrate von 6 %.

Hubbert-Linearisierung der US-Erdölförderung
Hubbert-Kurve der US-Erdölförderung

### Erdölförderung Norwegen
Die Hubbert-Linearisierung für norwegische Ölfelder (Datenstand 2005) schätzt den URR-Wert auf ca. 30 Gb und ermittelt eine logistische Wachstumsrate von k = 17 %.

Hubbert-Linearisierung der Erdölförderung Norwegens
Hubbert-Kurve der norwegischen Erdölförderung

## Alternativmethoden

### Zweite Hubbert-Linearisierung
Das Linearisierungsprinzip kann auf die erste Ableitung der Produktionsrate ausgedehnt werden, d. h. die zweite Ableitung der kumulierten Förderung. Hierzu ist Gleichung (2) abzuleiten und man erhält:
{\displaystyle {\frac {dP(t)/dt}{P(t)}}=k\cdot \left(1-2{\frac {Q(t)}{URR}}\right)\qquad \qquad \qquad \qquad \qquad \quad {\mbox{(3)}}\!}
Der linke Term, die Produktionsänderung in Prozent der aktuellen Produktion, wird oft als Wachstums- bzw. Rückgangsrate bezeichnet. Die Kurve der Produktionsänderung ist eine Linie, die bei +k beginnt, bei URR/2 Null kreuzt und bei -k endet. Auf diese Weise können wir die Parameter der Hubbert-Kurve aus der Regressionsgeraden ableiten:
- Der Wachstumsparameter k ist der Achsenabschnitt an der vertikalen Achse.
- Der URR-Wert ist das Doppelte des Achsenabschnitts an der horizontalen Achse.

### Hubbert-Parabel
Diese Darstellung zeigt die Förderung P in Abhängigkeit von der kumulierten Förderung Q.:47 Sie ist Gleichung (2) multipliziert mit Q.
{\displaystyle P(t)=kQ(t)-{\frac {k}{URR}}Q(t)^{2}\qquad \qquad \qquad \qquad \qquad \qquad \;{\mbox{(4)}}\!}
Die Parabel geht vom Ursprung (0,0) aus und geht durch (URR,0). Datenpunkte bis t werden mit der Methode der kleinsten Quadrate verwendet, um einen Schätzwert für URR zu finden.

### Logit-Transformation
David Rutledge wandte die Logit-Transformation für die Analyse von Förderdaten für Kohle an, die oft ein schlechteres Signal-Rausch-Verhältnis als die Produktionsdaten für Kohlenwasserstoffe aufweisen. Der integrative Charakter der Kumulierung dient als Tiefpass, der Rauscheffekte filtert. Die Produktionsdaten werden nach der Transformation an die logistische Kurve angepasst, wobei e(t) als normalisierter Erschöpfungsparameter verwendet wird, der von 0 bis 1 reicht.
{\displaystyle e(t)=Q(t)/URR\qquad \qquad \qquad \qquad \qquad \qquad \qquad \qquad \;\;{\mbox{(5)}}\!}
{\displaystyle logit(e(t))=-ln\,\left({\frac {1}{e(t)}}-1\right)=-ln\,\left({\frac {URR}{Q(t)}}-1\right)\qquad {\mbox{(6)}}\!}
Der URR-Wert wird so variiert, bis sich für das linearisierte Logit eine beste Anpassung an eine Gerade mit einem maximalen Bestimmtheitsmaß {\displaystyle R^{2}} ergibt.